# Flädie kyrka
Flädie kyrka är en kyrkobyggnad i Flädie. Den tillhör Bjärreds församling i Lunds stift. 

## Kyrkobyggnaden
Det berättas i boken Kalkmålningar i Skånes kyrkor att Flädie kyrka och by förr låg närmare havet, men att man på grund av sjöröveri tvingats flytta längre inåt landet. 
I mitten av 1100-talet uppfördes en kyrka i nuvarande Flädie by, som hade målningar av Finjamästaren. Den revs 1886 för att på samma plats ge rum för den kyrka vi ser idag. Den gamla kyrkan finns avbildad på en tavla som hänger i den nuvarande kyrkan.
Beslutet om rivning av den gamla kyrkan och uppförande av en ny, fattades efter långa och ingående diskussioner. Ett förslag var att bygga en stor kyrka gemensam för både Fjelie och Flädie by. Det förkastades av församlingsborna och till slut enades man om en ny kyrka på samma plats. När anbudstiden gått ut antog man förslaget från A.W. Lundberg att bygga den nya kyrkan i gotisk stil. Bygget tog två år att genomföra. På den fjärde bönsöndagen, den 14 oktober 1888 återinvigdes kyrkan av kontraktsprosten Gustav Strömer.
Under åren 1956-57 genomgick kyrkan en större restaurering, som bland annat medförde att kyrkan fick sitt nuvarande utseende. Dessutom hade en källare grävts ut under koret för en ny värmeanläggning. När biskop Anders Nygren den 28 april 1957 återinvigde kyrkan hade restaureringen kostat 70 000 kr.
1984-86 genomfördes reparationsarbeten på tornet och södra fasaden till en kostnad av närmare en miljon kronor.

## Inventarier
- Predikstolen med tillhörande baldakin tillverkades 1888. På sidorna finns figurer skurna i ek som troligen härstammar från den gamla kyrkan.
- Dopfunten av sandsten kommer från gamla kyrkan.
- I kyrktornet hänger en storklocka och lillklocka av malm som båda göts i Ystad 1937.

### Orgel
- 1888 byggde Salomon Molander & Co, Göteborg en orgel med 12 stämmor.
- Den nuvarande orgeln byggdes 1959 av Olof Hammarberg, Göteborg och är en mekanisk orgel. Orgeln Har tremulant och cymbelstjärna.

| Huvudverk I   | Öververk II         | Pedal            | Koppel |
| Gedackt 8´    | Rörflöjt 8´         | Gedaktpommer 16´ | I/P    |
| Principal 4'  | Gedakt 4'           | Gedakt 8´        | II/P   |
| Gemshorn 2'   | Kvintadena 4'       | Oktava 4'        | II/I   |
| Mixtur 4 chor | Principal 2'        | Nachthorn 2'     |        |
| Skalmeja 8'   | Sesquialtera 2 chor | Dulcian 16'      |        |
|               | Scharf 2 chor       |                  |        |